# Clelia scytalina
Espèce
Synonymes
- Scolecophis scytalinus Cope, 1867
- Oxyrhopus proximus Bocourt, 1897

Statut de conservation UICN

 LC  : Préoccupation mineure
Clelia scytalina est une espèce de serpents de la famille des Dipsadidae.

## Répartition
Cette espèce se rencontre au Mexique au Veracruz, au Tabasco et au Yucatán, au Belize, au Guatemala, au Nicaragua, au Costa Rica et en Colombie.
Sa présence au Panamá est incertaine.

## Publication originale
- Cope, 1867 "1868" : Fifth contribution to the herpetology of tropical America. Proceedings of the Academy of Natural Sciences of Philadelphia, vol. 18, p. 317-323 (texte intégral).